# SuperMemo
SuperMemo (de Super Memory) es un método de aprendizaje apoyado por un software  desarrollado en Polonia en 1987 por Piotr Woźniak con actualizaciones y versiones que continúan hasta el presente. Es también una aplicación práctica de la repetición espaciada que fue propuesta para la instrucción eficiente por varios psicólogos en fechas tan tempranas como los años 1930.
Los impulsores del método, así como de la repetición espaciada, afirman que es posible un aprendizaje más rápido y la retención indefinida de lo memorizado (con repetición).
El método está disponible como un programa de computación para Windows, Windows CE, Palm Pilot, etc. También puede ser usado en un navegador web o aún sin una computadora. SuperMemo está basado en la investigación acerca de la memoria humana de largo plazo, y de la curva del olvido. El método cuenta con un algoritmo que se basa en la valoración por el estudiante del esfuerzo empleado en cada respuesta: si ha dudado, si le ha resultado fácil, etc., de modo que este algoritmo decide qué preguntas le resultan más difíciles y deben aparecer más frecuentemente y cuáles son más fáciles aplicando el principio de la curva del olvido.

### Conceptos
- Memoria humana
- Curva del olvido
- Mnemotecnia

### Personas
- Hermann Ebbinghaus
- Sebastian Leitner

### Software
- VTrain (Tutor de Vocabulario)
- Anki